# Ubiquity
Pour les articles homonymes, voir Ubiquity (homonymie).
Ubiquity est une extension pour le navigateur Mozilla Firefox. La première version, encore à l'état de prototype, a été mise en ligne en août 2008. Elle a pour but de réduire les interactions entre l'utilisateur et son navigateur, grâce à une collection de commandes rapides et faciles en langage quasi-naturel.

## Description
Une fois l'extension installée, il suffit de taper simultanément sur les touches Ctrl + Espace sous Windows (ou Option + Espace sous Mac) pour faire apparaître une fenêtre similaire à une interface en ligne de commande dans laquelle l'utilisateur tape sa commande suivie des paramètres. Par exemple, pour rechercher « ubiquity » dans Wikipédia il faut taper « wikipedia ubiquity » puis appuyer sur Entrée. De nombreuses autres commandes sont disponibles au choix, permettant d'effectuer des traductions, de consulter la météo ou d'envoyer des cartes routières par courriel.
Ces commandes sont rédigées en JavaScript par les développeurs de Mozilla et les utilisateurs d'Ubiquity. Pour cela, des libraires sont disponibles ainsi que jQuery (qui a été embarqué dans l'extension).
Dans le même ordre d'idées, on citera Accelerators, une fonctionnalité intégrée à Microsoft Internet Explorer 8, et Intel Mash Maker, une extension pour Firefox et Internet Explorer.

## Dernières versions
Ubiquity n'est plus maintenu et les dernières versions de Firefox ne sont plus compatibles avec le plugin que l'on trouve sur les Mozilla Labs. Il est par contre possible de trouver une version du plugin qui fonctionne sur les derniers firefox ici.